# Рибак Анатолій Якович
Анато́лій Я́кович Риба́к (нар. 27 лютого 1946, Керч, Кримська область) — радянський футболіст. Майстер спорту СРСР (1976).

## Кар'єра
Вихованець керченського футболу.
Захисник, грав за команди: «Авангард» (Керч), СКА (Одеса), «Ністру» (Кишинів), «Чорноморець» (Одеса), «Карпати» (Львів), «Кубань» (Краснодар).
Швидкий, надійний захисник, володів потужним ударом.